# Ilse DeLange
Ilse Annoeska de Lange (ur. 13 maja 1977 w Almelo) – holenderska piosenkarka i gitarzystka grająca muzykę popową, pop-rockową i country, założycielka i wokalistka projektu The Common Linnets.

## Kariera muzyczna
Zaczęła karierę muzyczną w wieku ośmiu lat jako tzw. lip-synching artist. W kolejnych latach brała udział w wielu regionalnych i krajowych konkursach talentów, w tym m.in. organizowanych w Hilversum, gdzie nagrywanych jest wiele programów telewizyjnych. Dzięki temu piosenkarka kilkukrotnie pojawiała się w krajowej telewizji. W tym czasie stworzyła duet razem z gitarzystą Joopem van Lieflandem, który zainteresował ją muzyką country. W 1994 wystąpiła podczas ceremonii wręczenia Holenderskich Nagród Muzyki Country oraz zwyciężyła na festiwalu Zangfestival der Onbekenden w Eindhoven. W nagrodę otrzymała możliwość nagrania swojego pierwszego demo. W 1996 została zauważona przez Henka-Jana Smitsa z wytwórni BMI Music, który zaproponował jej dołączenie do zespołu Wij. Razem z grupą nagrała i wydała singiel „De porlog meegemaakt”.
W 1998, będąc członkinią zespołu Cash On Delivery, wyleciała do Nashville, by nagrać materiał na debiutancki, solowy album studyjny pt. World of Hurt. Album został wydany w Holandii w lipcu 1998, za produkcję płyty odpowiadał Barry Beckett. Pierwszym singlem z płyty był utwór „I’m Not So Tough”, który dotarł do 35. miejsca niderlandzkiej listy przebojów. Kolejnymi singlami promującym płytę były piosenki: tytułowy „World of Hurt” (58. miejsce), „I’d Be Yours” (52. miejsce), „When We Don’t Talk” (76. miejsce) oraz „Flying Blind”. Album dotarł na pierwsze miejsce krajowej listy najczęściej kupowanych płyt oraz uzyskał status pięciokrotnej platynowej płyty. DeLange otrzymała w 1999 statuetki TMF Award i Edison Award za udany debiut fonograficzny. W maju 1999 wyruszyła w trasę koncertową o nazwie Flashback Tour, którą organizowała firma tytoniowa Marlboro. Do udziału w trasie zostali zaproszeni niderlandzcy muzycy, którzy podczas koncertów mieli zaprezentować własne wersje piosenek swych ulubionych artystów. DeLange zaśpiewała utwory z repertuaru Johna Hiatta. W październiku ukazał się specjalny album koncertowy pt. Dear John, zawierający zapis utworów wykonanych na żywo przez artystkę podczas koncertu zagranego 26 maja 1999 w Paradiso w Amsterdamie. Krążek zadebiutował na trzecim miejscu listy najczęściej kupowanych albumów w Holandii oraz rozszedł się w nakładzie ponad 80 tys. sprzedanych egzemplarzy, dzięki czemu uzyskał status platynowej płyty w kraju.

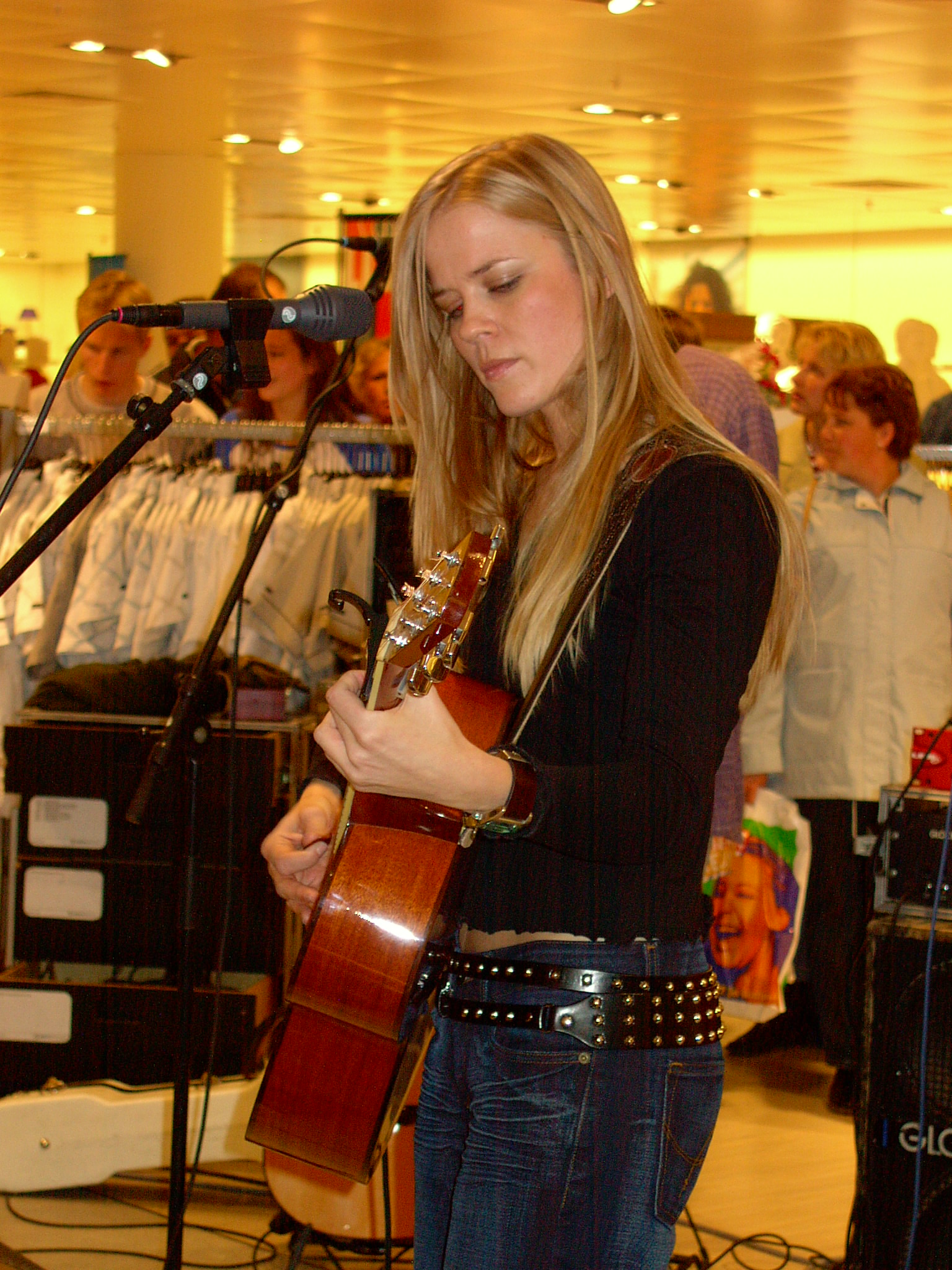
DeLange, 2003

W październiku 2000 wydała singiel „Livin’ on Love”, który dotarł do 44. miejsca krajowej listy przebojów. Na początku listopada wydała drugi album studyjny, również zatytułowany Livin’ on Love, który dotarł do piątego miejsca listy najczęściej kupowanych płyt w Holandii i uzyskał status platynowej płyty. Drugim singlem z albumu został utwór „I Still Cry”. W 2001 wyruszyła w trasę koncertową po kraju pt. Livin’ on Love Tour, która jednak okazała się za trudna fizycznie i psychicznie dla artystki, co poskutkowało m.in. przerwaniem koncertu organizowanego w Paradiso. Niedługo potem DeLange ogłosiła kilkutygodniową przerwę w występowaniu.
Na początku 2002 powróciła na rynek singlem „Shine”, który nagrała we współpracy z zespołem Rosemary’s Sons. Następnie ponownie wyleciała do USA, gdzie wraz z życiowym partnerem Bartem Vergoossenem spędziła dziewięć miesięcy, które poświęciła na pracę nad materiałem na nowy album. W kwietniu 2003 płyta pt. Clean Up miała europejską premierę, po wydaniu dotarła do pierwszego miejsca listy najczęściej kupowanych albumów w Holandii i uzyskała status złotej. Pierwszym singlem z albumu był „No Reason to Be Shy”, który dotarł do 61. miejsca krajowej listy przebojów. Również w 2003 DeLange wydała pierwszy album kompilacyjny pt. Here I Am/1998-2003, na którym umieściła swoje największe przeboje. Składanka dotarła do piątego miejsca zestawienia najczęściej kupowanych płyt w Holandii. Składankę promowała singlami „Wouldn’t That Be Something” i „All the Answers”.

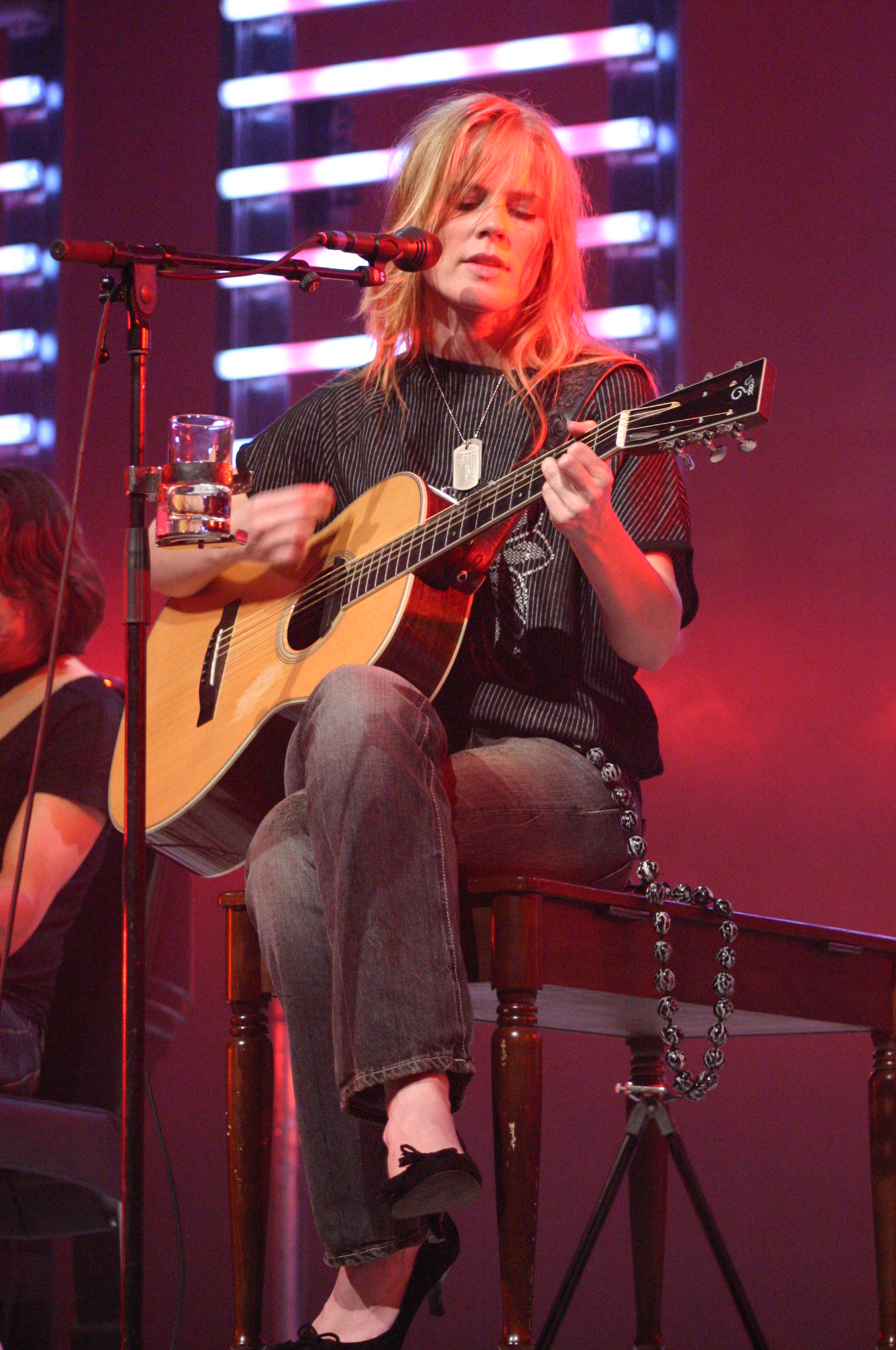
Ilse DeLange, 2005

Na początku 2004 DeLange utraciła kontrakt płytowy z powodu rozpadu niderlandzkiej filii wytwórni Warner Music Group. Kilka miesięcy później nawiązała współpracę z Zucchero, z którym nagrała utwór „Blue”. Singiel dotarł do dziesiątego miejsca listy przebojów w Holandii. Pod koniec 2005 wyruszyła w ogólnokrajową trasę koncertową, a następnie rozpoczęła pracę nad nową płytą wraz z producentem Patrickiem Leonardem. Kilka tygodni później podpisała kontrakt płytowy z wytwórnią Universal Music, która wydała jej singiel „The Great Escape”. Utwór dotarł do 11. miejsca krajowej listy przebojów. 16 czerwca 2006 wydała czwarty album studyjny pt. The Great Escape, który zadebiutował na pierwszym miejscu listy najczęściej kupowanych płyt w kraju i utrzymał się na szczycie zestawienia przez kolejne sześć tygodni. Kilka tygodni po premierze album uzyskał status złotej, a kilka miesięcy później – platynowej płyty. We wrześniu wydała drugi singiel z płyty – „The Lonely One”, który dotarł do 12. miejsca krajowej listy przebojów. Trzecim singlem z krążka została piosenka „I Love You”, która ukazała się w lutym 2007, zajęła 35. miejsce na krajowej liście przebojów i została umieszczona na ścieżce dźwiękowej filmu Steel Magnolias. Niedługo później piosenkarka wydała singiel promocyjny „Reach for the Light”.

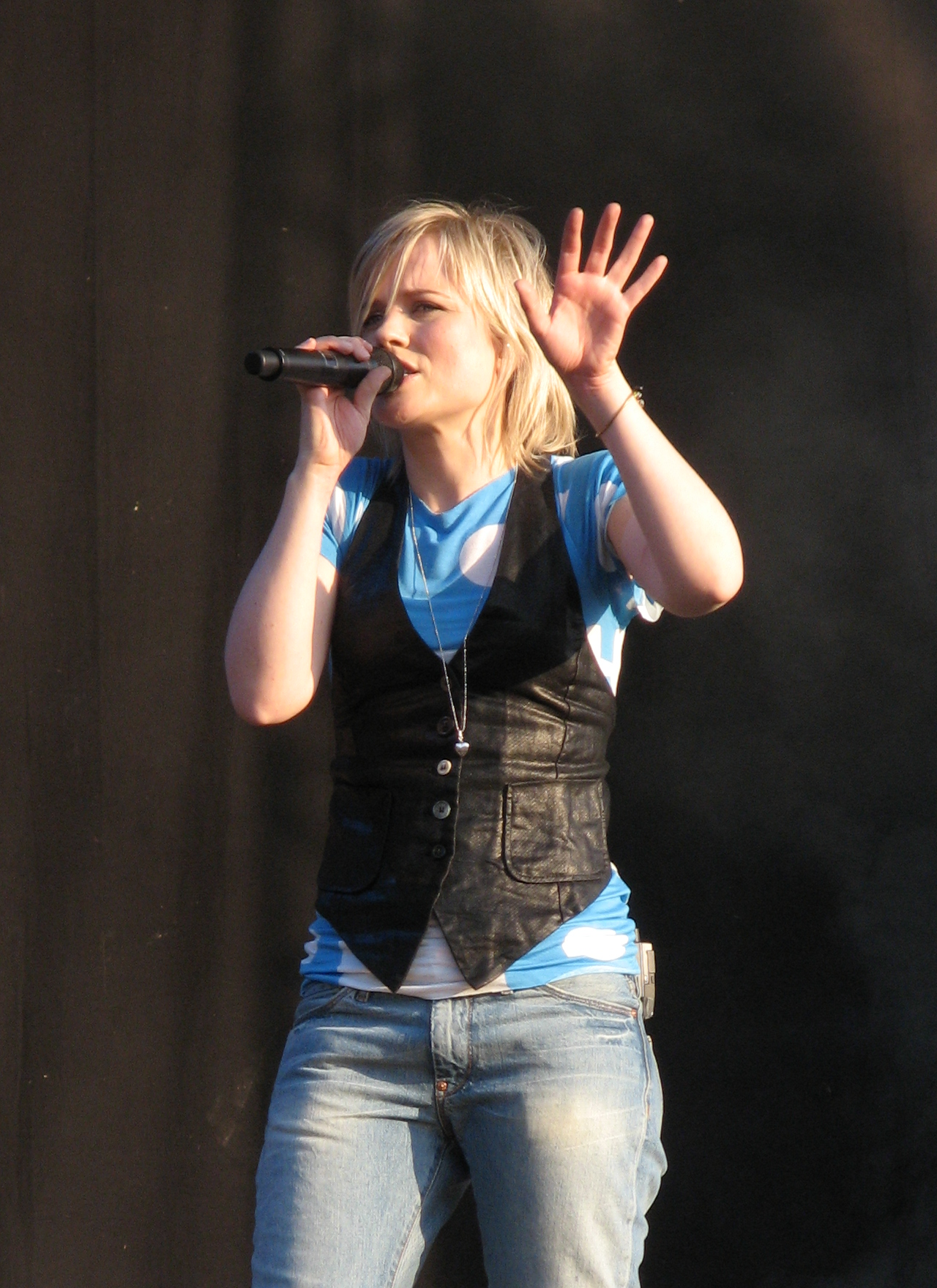
Ilse DeLange na festiwalu Bevrijdingsfestival, 2008

W październiku 2007 wydała drugi album koncertowy pt. Live, który zadebiutował na czwartym miejscu zestawienia najczęściej kupowanych płyt w Holandii. W 2008 ogłosiła, że pisze i nagrywa nową płytę w Göteborgu. Album zapowiadała singlem „So Incredible”, który zajął pierwsze miejsce na liście przebojów w Holandii. 17 października wydała piąty album studyjny pt. Incredible, który dotarł na szczyt listy najczęściej kupowanych albumów w Holandii i uzyskała status platynowej płyty w niecały miesiąc po premierze, ostatecznie pokrywając się pięciokrotną platyną. Kolejnym singlem promującym płytę został utwór „Miracle”, który dotarł do drugiego miejsca krajowej listy przebojów. Piosenka znalazła się na ścieżce dźwiękowej filmu Bride Flight. Trzecim singlem z płyty został utwór „Puzzle Me”, który dotarł do dziewiątego miejsca listy przebojów, a czwartym singlem został utwór „We’re Alright”. 21 sierpnia 2009 wydała trzeci album koncertowy pt. Live in Ahoy, z którym zadebiutowała na pierwszym miejscu listy najczęściej kupowanych płyt w kraju. Po wydaniu płyty rozpoczęła tworzenie materiału na kolejny album studyjny. W lipcu 2010 wydała singiel „Next to Me”, który zadebiutował na czwartym miejscu listy przebojów. Pod koniec sierpnia wydała epkę pt. Next to Me, na której umieściła osiem utworów. Płyta zadebiutowała na pierwszym miejscu krajowej listy najczęściej kupowanych albumów i uzyskał status podwójnej platynowej płyty. Drugim singlem pochodzącym z minipłyty została piosenka „Beautiful Distraction”, która dotarła do 43. miejsca listy przebojów, zaś trzecim – „Carousel”.

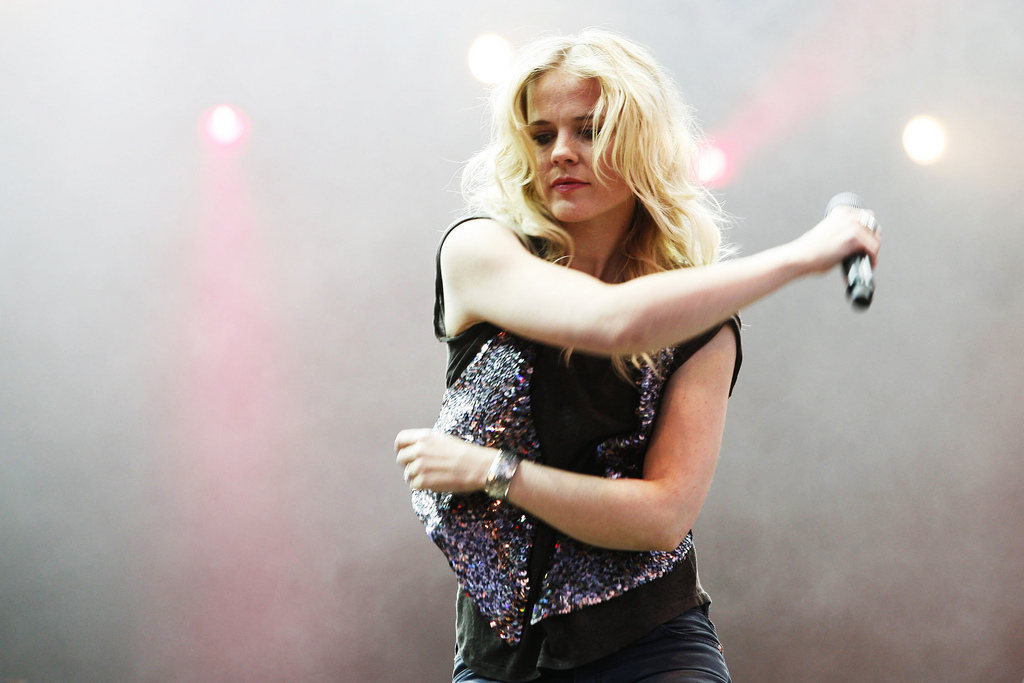
Ilse DeLange, 2011

W listopadzie 2011 wydała singiel „Do Luv 2 Luv U”, który zadebiutował na 14. miejscu listy przebojów w Holandii. Piosenka została wykorzystana jako motyw przewodni koncertu charytatywnego Serious Request 2011 organizowanego przez rozgłośnię radiową 3FM. W trakcji kampanii promocyjnej piosenkarka dowiedziała się o chorobie ojca, przez co przerwała wszelkie działania promocyjne oraz pracę nad nową płytą. 10 stycznia 2012, dzień po śmierci ojca, opublikowała w sieci akustyczną wersję piosenki „Without You”, która pojawiła się na jej płycie koncertowej z 2007. Kilka miesięcy później ogłosiła, że zawiesza pracę nad albumem, ponieważ „nie poczuła energii całego albumu po śmierci ojca”. W czerwcu 2012 powróciła do aktywności muzycznej, wydając singiel „Hurricane”, który zadebiutował na siódmym miejscu krajowej listy przebojów. 14 września wydała cały album pt. Eye of the Hurricane, który uzyskał status platynowej płyty w kilku tygodni po premierze. Album promowała singlami „Winter of Love” i „We Are One”. W 2013 została ogłoszona jedną z jurorek czwartej edycji programu The Voice of Holland oraz wydała kolejny album studyjny pt. After The Hurricane, który promowała singlem „Blue Bittersweet”, napisanym na potrzeby ścieżki dźwiękowej filmu Het Diner.

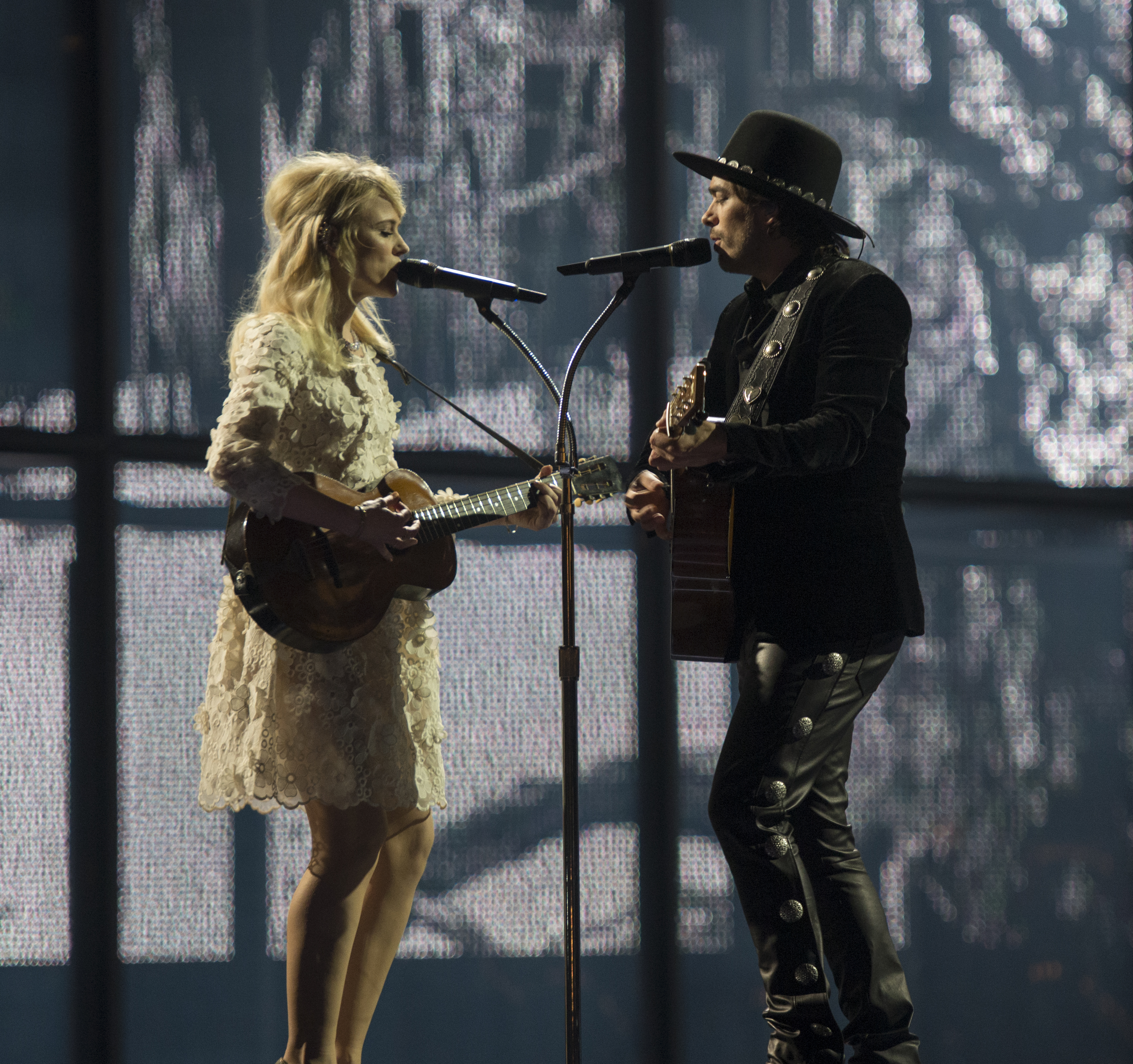
Ilse DeLange i Waylon podczas występu w 59. Konkursie Piosenki Eurowizji, maj 2014

Również w 2013 rozpoczęła nowy projekt muzyczny, do którego zaprosiła różnych muzyków, w tym Waylona, z którym nawiązała współpracę. Wokaliści poznali się już w czasach młodzieńczych, oboje popularyzowali muzykę country w kraju. Zespół początkowo został stworzony na potrzeby jednorazowego koncertu na stadionie De Grolsch Veste. Ostatecznie nadali sobie nazwę The Common Linnets i zaczęli pracę nad materiałem na wspólny album o tym samym tytule, który był inspirowany muzyką Emmylou Harris, Johnny'ego Casha, projektu Crosby, Stills, Nash and Young i Jamesa Taylora. Pod koniec listopada zostali ogłoszeni reprezentantami Holandii z utworem „Calm After the Storm” w 59. Konkursie Piosenki Eurowizji organizowanym w Kopenhadze w 2014. W maju pomyślnie przeszli przez półfinał konkursu i awansowali do finału, w którym zajęli drugie miejsce, przegrywając jedynie z reprezentującą Austrię drag queen Conchitą Wurst. 9 maja wydali album studyjny pt. The Common Linnets. Pod koniec miesiąca Waylon odszedł z zespołu, aby skupić się na karierze solowej. W 2015 zespół otrzymał nagrodę publiczności European Border Breakers Award wręczaną artystom, których debiutanckie płyty osiągnęły sukces komercyjny poza ich własnym krajem, a także niemiecką Nagrodę Muzyczną „Echo” za najlepszy międzynarodowy debiut. W maju z zespołem wydała singiel „We Don’t Make the Wind Blow”, a 25 września premierę miał drugi album studyjny grupy pt. II, który był wydany też w wersji rozszerzonej wzbogaconej o sześć utworów w wersji koncertowej. Krążek zadebiutował na pierwszym miejscu listy najczęściej kupowanych płyt w Holandii. 16 maja 2020 wystąpiła w koncercie Światło dla Europy, który był transmitowany z Hilversum i został zorganizowany w zastępstwie 65. Konkursu Piosenki Eurowizji.

## Dyskografia

### Albumy studyjne
Solowe
- World of Hurt (1998)
- Livin' on Love (2000)
- Clean Up (2003)
- The Great Escape (2006)
- Incredible (2008)
- Next to Me (2010)
- Eye of the Hurricane (2012)
- Ilse DeLange (2018)
- Gravel & Dust (2019)
- Changes (2020)

Z zespołem The Common Linnets
- The Common Linnets (2014)
- II (2015)

### Albumy koncertowe
- Dear John (1999)
- Live (2007)
- Live in Ahoy (2009)
- Live in Gelredome (2011)

### Albumy kompilacyjne
- Here I Am (2003)
- After The Hurricane – Greatest Hits & More (2013)